# Супрун Наталія Петрівна
Наталія Петрівна Супрун — завідувачка кафедри матеріалознавства та технології переробки текстильних волокон КНУТД, доктор технічних наук, професор, лауреат Державної премії України в галузі науки і техніки (2014).
Закінчила Київський технологічний інститут легкої промисловості у 1975 році.
Захистила кандидатську дисертацію у 1985 році на тему «Течение и структурообразование в смесях термодинамически совместимых полимеров». Вчене звання доцента присвоєно у 1988 році. Викладає дисципліну «Матеріалознавство» для студентів спеціальності 7.0918.01 «Швейні вироби» і спеціальності 6.0101.00 «Професійне навчання».
У 2006 році захистила докторську дисертацію на тему: «Наукові основи визначення властивостей пакетів бар'єрного одягу з урахуванням особливостей експлуатації».

## Проблематика досліджень
З 2000 року є організатором та керівником проєкту «Текстильні вироби для інвалідів».
За участь у міжнародній виставці одягу для інвалідів та організації благодійного фонду «Добросерда мода» нагороджена у 2004 році Почесним дипломом. У жовтні 2004 року нагороджена дипломом в номінації «За новизну та оригінальність» Всеукраїнського проєкту соціально-культурної реабілітації людей з обмеженими фізичними можливостями «Барви життя». Брала участь у засіданнях національного оргкомітету по вибору матеріалів для костюмів спортсменів-параолімпійців.

## Праці
Опубліковано у фахових видання понад 60 наукових статей, має 7 авторських свідоцтв та патентів, керує науковою роботою аспірантів.
Супрун — автор підручника з грифом МОН України: «Матеріалознавство швейного виробництва. Волокна та нитки», співавтором підручника «Конфекціювання матеріалів для одягу» та навчального посібника «Історія текстилю».